# Кьернан, Виктор
Виктор Гордон Кьернан (англ. Edward Victor Gordon Kiernan; 4 сентября 1913 года, Эштон-на-Мерси — 17 февраля 2009 года, Стоу) — британский историк-марксист, специализировавшийся на истории империализма, бывший член Компартии Великобритании. Входил в Группу историков Коммунистической партии Великобритании.

## Биография
Кьернан родился в Эштоне-на-Мерси в мелкобуржуазной семье. Учился в Манчестерской грамматической школе, затем — в Тринити-Колледже в Кэмбридже с 1931 по 1938 годы, когда он поехал в Индию преподавать в сикхской школе в Колледже Этчисон в Лахоре. В 1946 году он возвращается в Тринити-Колледж, после двух лет работы в котором становится лектором в Университете Эдинбурга. Кьернан стал профессором в 1970 году и оставался на этой должности вплоть до своей отставки в 1977 году.
Кьернан вступил в Компартию в 1934 и покинул её в 1959 году в знак протеста против подавления Венгерского восстания. Тогда он сказал: «Я надеялся, что моя партия может измениться к лучшему. Но я ошибался».
В возрасте 80 лет он пишет книгу «Шекспир: поэт и гражданин» и затем — «Восемь трагедий Шекспира», изданную в 1996 году.
Дважды состоял в браке. Первый раз — с индийской танцовщицей Шантой Гандхи в 1938—1946. Второй раз он женился на канадской исследовательнице Хизер Мэсси в 1984 г.

## Наиболее значительные работы
- Британская дипломатия в Китае, 1880—1885 (1939)
- Революция 1854 г. в испанской истории (1966)
- Марксизм и империализм (1974)
- Государство и общество в Европе в 1550—1560 (1980)
- История, классы и национальные государства (1988)
- Империализм и его противоречия (1995)